# Dong Charoen (huyện)
Dong Charoen (tiếng Thái: ดงเจริญ) là một huyện (amphoe) ở đông nam của tỉnh Phichit, phía bắc Thái Lan.

## Địa lý
Các huyện giáp ranh (từ phía tây theo chiều kim đồng hồ) là Bang Mun Nak và Thap Khlo của tỉnh Phichit, Chon Daen của tỉnh Phetchabun và Nong Bua của tỉnh Nakhon Sawan.

## Lịch sử
Tiểu huyện (King Amphoe) được thành lập 15 tháng 7 năm 1996 từ sự chia tách 5 tambon của Bang Mun Nak district.
Theo quyết định của chính phủ Thái Lan ngày 15 tháng 5 năm 2007, tất cả 81 tiểu huyện đều được nâng thành huyện. Với việc đăng công báo hoàng gia ngày 24 tháng 8, việc nâng cấp thành chính thức.
.

## Hành chính
Huyện này được chia thành 5 phó huyện (tambon), các đơn vị này lại được chia ra thành 54 làng (muban). Thị trấn (thesaban tambon) Samnak Khun Nen nằm trên một phần của tambon Samnak Khun Nen. Có 5 tổ chức hành chính tambon.
| STT | Tên             | Tên tiếng Thái | Số làng | Dân số |  |
| --- | --------------- | -------------- | ------- | ------ |  |
| 1.  | Wang Ngio Tai   | วังงิ้วใต้         | 9       | 3.511  |  |
| 2.  | Wang Ngio       | วังงิ้ว           | 11      | 3.797  |  |
| 3.  | Huai Ruam       | ห้วยร่วม         | 12      | 3.325  |  |
| 4.  | Huai Phuk       | ห้วยพุก          | 11      | 3.993  |  |
| 5.  | Samnak Khun Nen | สำนักขุนเณร      | 11      | 5.789  |  |